# 1 500 mètres nage libre masculin aux Jeux olympiques d'été de 1924
Vous lisez un « bon article » labellisé en 2023.
L'épreuve de 1 500 mètres nage libre masculin aux Jeux olympiques de 1924 a eu lieu du 13 au 15 juillet 1924 dans un bassin long de 50 mètres, le stade aquatique des Tourelles à Paris.
Le record olympique date des Jeux olympiques de 1912, établi en finale par le Canadien George Hodgson en 22 min. Le record du monde appartient alors au Suédois Arne Borg en 21 min 35 s 60.
Tous les concurrents utilisent le crawl. Les séries se font en deux temps le dimanche 13 juillet : trois le matin et les deux dernières dans l'après-midi. Le matin, l'Australien Andrew Charlton bat le vieux record olympique d'Hodgson ainsi que le record du monde de Borg. Ce dernier reprend son bien l'après-midi même lors d'une course où cette volonté est clairement affichée, à tel point qu'il devance le second, le Japonais Katsuo Takaishi de 100 mètres. Un phénomène presque similaire se produit aussi au cours de ces séries, mais dans une moindre mesure, pour les records de France des 800 et 1 500 mètres nage libre : battus le matin par Jean Rebeyrol, ils sont améliorés à nouveau dans l'après-midi par Salvator Pellegry. Les performances des « vétérans », l'Australien Frank Beaurepaire (33 ans) et le Britannique Jack Hatfield (31 ans) qui se qualifient tous deux en demi-finale sont appréciées du public.
Les demi-finales le lendemain sont moins agitées. Les deux favoris nagent dans la même série. Charlton s'impose facilement dans ce qui préfigure la finale. La seconde demi-finale est marquée par une belle empoignade entre Beaurepaire et Takaishi, avec Åke Borg (frère jumeau du recordman du monde) dans le rôle d'arbitre. Si les deux premiers entrent en finale, Borg réalisant le 6e temps au total n'est pas qualifié, mais le jury lui accorde la sixième place « symbolique » de la finale.
La finale le 15 juillet est rapidement dominée par l'Australien Charlton. Il devance à l'arrivée son rival suédois Arne Borg de 40 mètres et son compatriote Beaurepaire, troisième, de plus de 100 mètres, explosant le record du monde de plus d'une minute. Le « vétéran » Beaurepaire remporte une troisième médaille de bronze sur 1 500 mètres nage libre après Londres en 1908 et Anvers en 1920.

## Natation aux Jeux olympiques de Paris

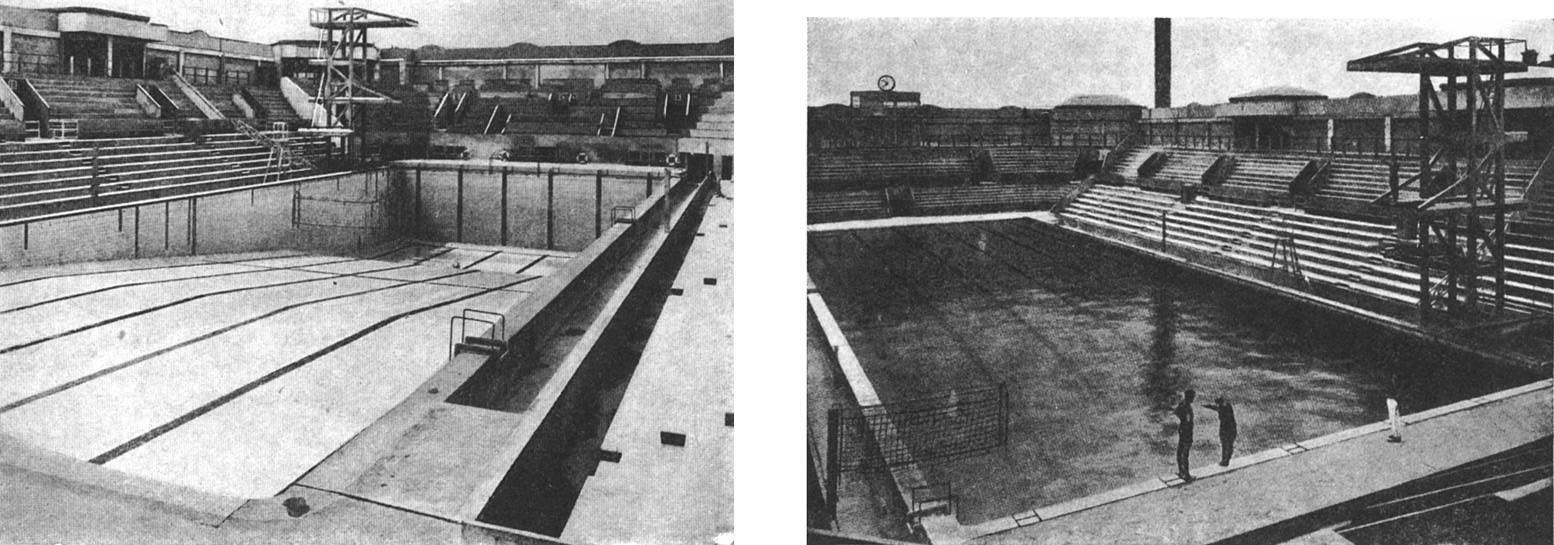
La piscine des Tourelles pour les Jeux de 1924 : vide et remplie.

Les épreuves de natation lors des Jeux olympiques d'été de 1924 organisés à Paris se déroulent du 13 juillet au 20 juillet 1924. Pour la première fois et pour tous les Jeux suivants, les épreuves de natation ont lieu dans un bassin permanent long de 50 mètres et destiné à être conservé ensuite : le stade aquatique des Tourelles. Le bassin est par ailleurs large de 18 mètres et sa profondeur passe de 5 mètres d'un côté à 1,5 mètre de l'autre. Pour la première fois aussi, sont utilisées des « lignes d'eau » matérialisant des couloirs de nage par des lignes de bouchons. Cela a deux effets positifs. Les lignes de bouchons servent de brise-vague. Surtout, elles évitent les réclamations pour gêne entre nageurs. Les lignes d'eau, utilisées pour la première fois lors des Jeux de Paris sont ensuite généralisées,.
Le programme masculin aux Jeux de Paris en 1924 est le même qu'aux Jeux de Londres en 1908 où il a commencé à être fixé : en nage libre : 100, 400 et 1 500 mètres et un relais 4 × 200 mètres ; en dos : 100 mètres ; en brasse : 200 mètres. Ce programme olympique masculin n'évolue plus jusqu'aux Jeux de Melbourne en 1956.
Le règlement s'appliquant lors des compétitions olympiques est celui de la Fédération internationale de natation amateur, tant en ce qui concerne les règles très strictes d'amateurisme ou de costumes de nage que de l'organisation des courses elles-mêmes et leur arbitrage,.
Au total, 173 nageurs et nageuses venus de 23 nations participent aux épreuves des Jeux de Paris.

## Séries

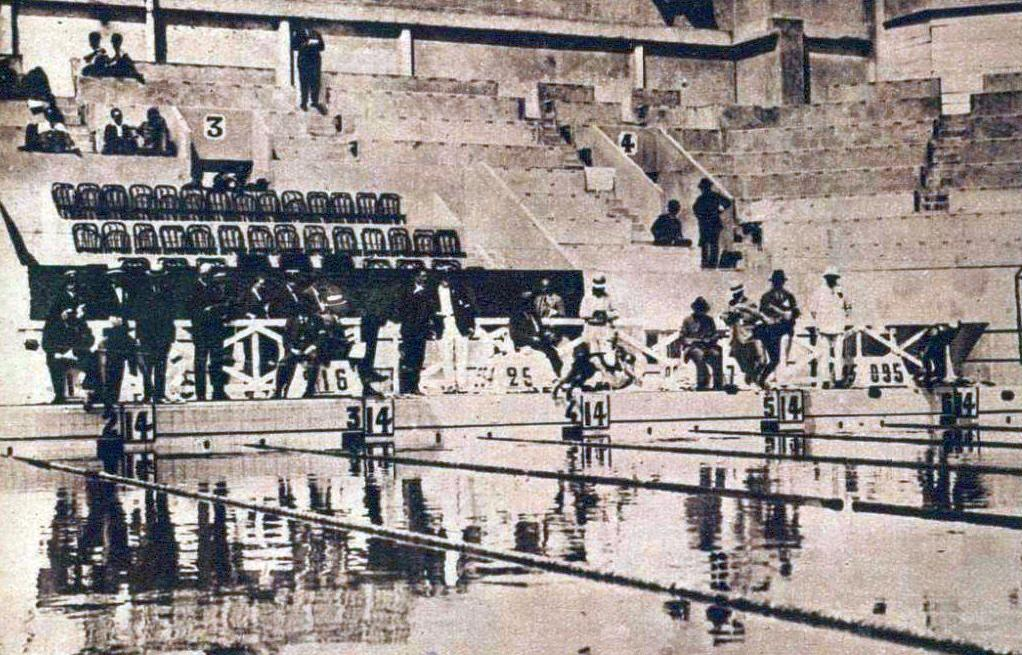
Départ d'une série du 1500 mètres nage libre, le dimanche 13 juillet au matin.

Les séries du 1 500 mètres nage libre masculin ont lieu le dimanche 13 juillet une partie le matin et les dernières dans l'après-midi, devant 1 336 spectateurs le matin et 4 822 spectateurs l'après-midi. Les deux premiers de chaque série et le meilleur troisième sont qualifiés pour les demi-finales.
Trente-et-un nageurs venus de 14 pays sont engagés. Neuf nageurs sont forfaits : un Américain Wally O'Connor ; deux Espagnols Manuel Basté et José Maria Puig ; trois Hongrois Zoltán Bitskey, Bela Eperjessy et István Sereny ; un Italien Gianni Patrignani ; un Norvégien Alfred Steen et un Yougoslave Đura Sentđerđi. Au total, ce sont 22 nageurs venus de 12 pays qui s'affrontent. Pour cette épreuve, et c'est la grande nouveauté des Jeux de Paris, tous les concurrents utilisent le crawl. En effet, en 1920 encore, il y avait des tenants de la brasse pour les distances supérieures au 800 mètres. Après les Jeux, le crawl est devenu la règle.
La première série du matin est longtemps dominée par l'Australien Moss Christie. Cependant, le Britannique Harold Annison construit sa victoire en nageant régulièrement. Il double Christie aux 1 200 mètres pour s'imposer devant l'Américain Adam Smith tandis que Christie manque finalement la qualification au titre de meilleur troisième d'un peu plus d'une seconde. Annison passe en 5 min 45 s aux 400 mètres et en 11 min 55 s 10 aux 800 mètres,,.
La deuxième série est dominée de bout en bout par le Suédois Åke Borg. Derrière, si le Britannique John Taylor et le Japonais Kazuo Noda sont longtemps au coude à coude, Taylor finit par devancer son adversaire. Åke Borg passe en 2 min 43 s 50 aux 200 mètres, en 5 min 46 s aux 400 mètres et en 12 min 0 s 40 aux 800 mètres. Le Français Jean Rebeyrol nage 24 min 46 s 40 en passant 12 min 58 s 30 aux 800 mètres. S'il n'est pas qualifié en demi-finale, il établit cependant deux nouveaux records de France des 800 et 1 500 mètres nage libre, qu'il perd, tous les deux l'après-midi même au profit de Salvator Pellegry,,,.
L'Australien Andrew Charlton survole sa série, la troisième (et dernière du matin) : il passe en 2 min 36 s 20 aux 200 mètres, en 5 min 29 s 40 aux 400 mètres et en 14 min 17 s 40 aux 1 000 mètres. Il termine les deux dernières longueurs en sprint et en 21 min 20 s 40 améliore le record du monde de 15 s et le vieux record olympique de 40 s. L'Américain Dick Howell tente un temps de s'accrocher mais il est distancé puis doublé aux 800 mètres par le Britannique Jack Hatfield (31 ans). Howell entre cependant en demi-finale : sa performance lui permet d'être le meilleur troisième de l'épreuve,,,. 
La quatrième série a lieu dans l'après-midi du 13 juillet. Le Suédois Arne Borg récupère son record du monde en réalisant 21 min 11 s 40 (temps de passage 6 min 53 s 60 aux 500 mètres, 11 min 24 s 20 aux 800 mètres et 14 min 9 s 40 aux 1 000 mètres). Il nage sa course en voulant clairement reprendre son bien, à tel point qu'il devance le second, le Japonais Katsuo Takaishi de 100 mètres. L'enthousiasme est tel qu'il faut remplacer le speaker qui se casse la voix en annonçant le temps de passage aux 800 mètres, à seulement deux secondes du temps de Charlton le matin. Le public ovationne la performance du Scandinave,,,.
La cinquième et dernière série de la journée est remportée par le « vétéran » australien Frank Beaurepaire (33 ans). Le Canadien George Vernot avait pris un meilleur départ, mais Beaurepaire le rattrape aux 100 mètres. Les deux hommes restent au coude à coude jusqu'aux 300 mètres. Là, Beaurepaire se détache et n'est plus rejoint. La course est marquée par la performance du Français Salvator Pellegry, qui nage de façon régulière. Pourtant distancé de 50 mètres par le vainqueur, il bat les records de France du 800 mètres en 12 min 38 s 60 (amélioré de 20 secondes), du 1 000 mètres en 15 min 58 s 40 et donc du 1 500 mètres en 24 min 7 s 60 soit 39 secondes de mieux que le record établi le matin même par Rebeyrol. Le speaker a annoncé, faussement, qu'il avait battu aussi le record de France du 500 mètres,,,.
| Série | Rang | Pays | Nom                    | Temps                   | Qualification          |
| ----- | ---- | ---- | ---------------------- | ----------------------- | ---------------------- |
| 1     | 1    |      | Harold Annison         | 22 min 38 s 40          | Q                      |
| 1     | 2    |      | Adam Smith (en)        | 22 min 48 s 80          | Q                      |
| 1     | 3    |      | Moss Christie          | 22 min 49 s 40          |                        |
| 1     | n.c  |      | Gustave Klein          | abandon aux 1200 mètres |                        |
| 1     | n.c  |      | Kazuo Onoda            | abandon aux 500 mètres  |                        |
| 2     | 1    |      | Åke Borg               | 22 min 55 s 20          | Q                      |
| 2     | 2    |      | John Taylor            | 23 min 16 s 60          | Q                      |
| 2     | 3    |      | Kazuo Noda             | 23 min 44 s 20          |                        |
| 2     | 4    |      | Jean Rebeyrol          | 24 min 46 s 40          | (RF)                   |
| 3     | 1    |      | Andrew Charlton        | 21 min 20 s 40          | Q (RM et RO)           |
| 3     | 2    |      | Jack Hatfield          | 22 min 26 s 80          | Q                      |
| 3     | 3    |      | Dick Howell            | 22 min 48 s 80          | q (meilleur troisième) |
| 3     | 4    |      | Dionýsios Vasilópoulos | 26 min 17 s 40          |                        |
| 3     | n.c  |      | Ante Roje (en)         | abandon aux 400 mètres  |                        |
| 4     | 1    |      | Arne Borg              | 21 min 11 s 40          | Q (RM et RO)           |
| 4     | 2    |      | Katsuo Takaishi        | 22 min 43 s 20          | Q                      |
| 4     | 3    |      | Renato Bacigalupo      | 23 min 4 s 40           |                        |
| 5     | 1    |      | Frank Beaurepaire      | 22 min 17 s 60          | Q                      |
| 5     | 2    |      | George Vernot          | 23 min 11 s 40          | Q                      |
| 5     | 3    |      | Salvator Pellegry      | 24 min 0 s 60           | (RF)                   |
| 5     | 4    |      | Václav Antoš           | 24 min 44 s             |                        |
| 5     | 5    |      | Pedro Méndez           | 26 min 23 s 50          |                        |

## Demi-finales
Les demi-finales du 1 500 mètres nage libre masculin ont lieu le lundi 14 juillet dans l'après-midi, devant 6 741 spectateurs et sous un beau soleil. Contrairement au premier jour des épreuves, les tribunes sont presque pleines et donnent de la voix. Dans les parties des gradins où se trouvent les délégations nationales, les encouragements sont légion ; le haut des gradins populaire comme les places plus chères, quasiment toutes vendues se font aussi entendre. Les deux premiers de chaque série et le meilleur troisième sont qualifiés pour la finale.
La première demi-finale est remportée par le « jeune » Australien Andrew Charlton (17 ans) quand son principal rival le Suédois Arne Borg marque le pas. Si Borg passe en tête aux 100 mètres, il est rapidement dépassé par Charlton. Le Suédois et le Britannique Jack Hatfield font ensuite la course au coude à coude. Borg ne doit sa deuxième place qualificative qu'à un sprint dans les derniers mètres. Hatfield en profite pour entrer en finale au titre de meilleur troisième. Borg ne réalise même que le quatrième temps des demi-finales, devancé par les deux premiers de l'autre série. Les observateurs hésitent entre trouver le détenteur du record du monde fatigué ou considérer sa course comme tactique, se contentant d'assurer la qualification sans trop faire d'efforts. La demi-finale qui promettait une belle empoignade a donc déçu. De plus, le micro du speaker étant tombé en panne, le public n'a pas eu beaucoup de renseignements sur les temps de passage,,.
La seconde demi-finale tourne au profit du « vétéran » australien Frank Beaurepaire (33 ans, mais à qui L'Auto en donne 36). Il réussit à finalement prendre l'avantage sur le Japonais Katsuo Takaishi (18 ans) qui avait longtemps paru pouvoir s'imposer. Takaishi mène même jusqu'aux 700 mètres : il passe en 1 min 10 s 40 aux 100 mètres et en 2 min 34 s aux 200 mètres. Cependant, sa technique de virage laisse à désirer et lui fait perdre un temps considérable alors qu'il nage plus efficacement. Beaurepaire, Takaishi et Åke Borg (frère jumeau du recordman du monde) restent ensuite longtemps ensemble, alternant en tête de la course. Ce n'est qu'à 200 mètres de l'arrivée que Beaurepaire prend définitivement l'ascendant sur ses concurrents. Takaishi est devancé de 8 mètres et Borg de 12 mètres. Le Britannique Harold Annison qui avait après sa victoire en série la veille joué un très long match de water-polo ne peut rééditer sa performance,,.
| Série | Rang | Pays | Nom               | Temps          | Qualification          |
| ----- | ---- | ---- | ----------------- | -------------- | ---------------------- |
| 1     | 1    |      | Andrew Charlton   | 21 min 28 s 40 | Q                      |
| 1     | 2    |      | Arne Borg         | 21 min 50 s 80 | Q                      |
| 1     | 3    |      | Jack Hatfield     | 21 min 53 s 40 | q (meilleur troisième) |
| 1     | 4    |      | Adam Smith (en)   | 22 min 39 s 80 |                        |
| 1     | 5    |      | George Vernot     | 23 min 20 s 40 |                        |
| 1     | 6    |      | John Taylor       | 23 min 13 s 80 |                        |
| 2     | 1    |      | Frank Beaurepaire | 21 min 41 s 60 | Q                      |
| 2     | 2    |      | Katsuo Takaishi   | 21 min 48 s 60 | Q                      |
| 2     | 3    |      | Åke Borg          | 21 min 59 s 40 |                        |
| 2     | 4    |      | Harold Annison    | 23 min 11 s 80 |                        |
| 2     | n.c  |      | Dick Howell       | DNS            |                        |

## Finale
La finale se déroule le mardi 15 juillet à 15 heures, devant un public nombreux : un peu plus de 5 000 spectateurs.
| Rang | Pays | Nom               | Temps          |                                            |
| ---- | ---- | ----------------- | -------------- | ------------------------------------------ |
| 1    |      | Andrew Charlton   | 20 min 6 s 60  | (RM et RO)                                 |
| 2    |      | Arne Borg         | 20 min 41 s 40 |                                            |
| 3    |      | Frank Beaurepaire | 21 min 48 s 40 |                                            |
| 4    |      | Jack Hatfield     | 21 min 55 s 60 |                                            |
| 5    |      | Katsuo Takaishi   | 22 min 10 s 40 |                                            |
| 6    |      | Åke Borg          |                | Décision du jury 6e temps des demi-finales |

La lutte tant attendue entre l'Australien Andrew Charlton et le Suédois Arne Borg qui avaient tous deux battu le record du monde lors des séries tourne court. En effet, Borg passe en tête aux 100 mètres en 1 min 8 s, une seconde devant Charlton ; aux 200 mètres il a encore une longueur d'avance. Aux 300 mètres, il n'a plus qu'une demi-longueur d'avance et est rattrapé par son rival aux 350 mètres. Les deux nageurs virent ensemble aux 400 mètres ; le Japonais Takaishi a alors déjà 30 mètres de retard. Charlton, nageant tout en puissance accélère son allure et se détache alors peu à peu. Aux 500 mètres, il est irrémédiablement en tête, d'une longueur. Aux 1 000 mètres, il devance Borg de 25 mètres et de plus de 40 mètres à l'arrivée. Aux 1 000 mètres, en 13 min 19 s 60, Charlton établit un nouveau record du monde de la distance, jusque là détenu par Borg. À l'arrivée, le record du monde établi deux jours plus tôt est amélioré de plus d'une minute, en 20 min 6 s 60. Même Borg explose son meilleur temps de près de 30 secondes, avec un dernier 100 mètres très rapide. Le « vétéran » australien Frank Beaurepaire (33 ans), déjà médaillé de bronze sur cette distance à Londres en 1908 et Anvers en 1920, et à qui son compatriote prend 100 mètres aux 1 350 mètres, complète le podium. Le jury attribue une sixième place « symbolique » au 6e temps des demi-finales, Åke Borg, frère jumeau d'Arne Borg,,,.
Le vainqueur australien se montre peu démonstratif, aussi bien avant la finale où il est très concentré qu'après la course où il ne fait pas montre d'exubérance, à la différence de son compatriote Beaurepaire qui le félicite très chaudement. Les observateurs trouvent la nage de Charlton très souple, sans à-coups, quand celle d'Arne Borg semble saccadée ; et par comparaison, a posteriori, les nageurs français ressemblent à des « grenouilles s'agitant à la surface de l'eau ».

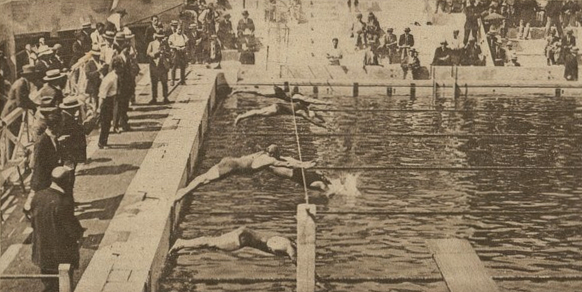
Départ de la finale du 1 500 mètres nage libre masculin. De bas en haut : Frank Beaurepaire (Aus) ; Jack Hatfield (GBR) ; Andrew Charlton (Aus) ; Katsuo Takaishi (Jap) ; Arne Borg (Swe).
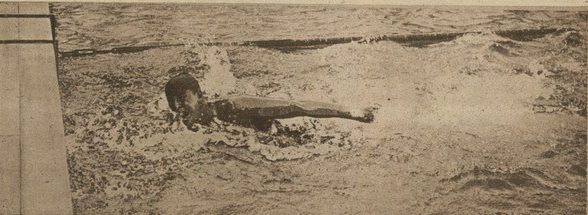
Arrivée de la finale du 1 500 mètres nage libre : Andrew Charlton touche en vainqueur.
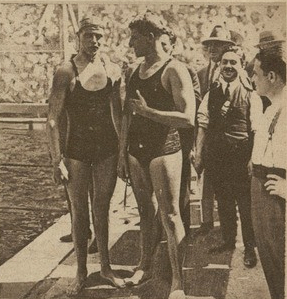
Andrew Charlton (1er) à droite et Arne Borg (2e) à gauche.